# Carlo Nash
Carlo James Nash (ur. 13 września 1973 w Boltonie) – angielski piłkarz występujący na pozycji bramkarza.